# Laurent Delvaux
Laurent Delvaux (Gent, 1696 – Nijvel, 24 februari 1778) was een Vlaamse beeldhouwer.

## Biografie

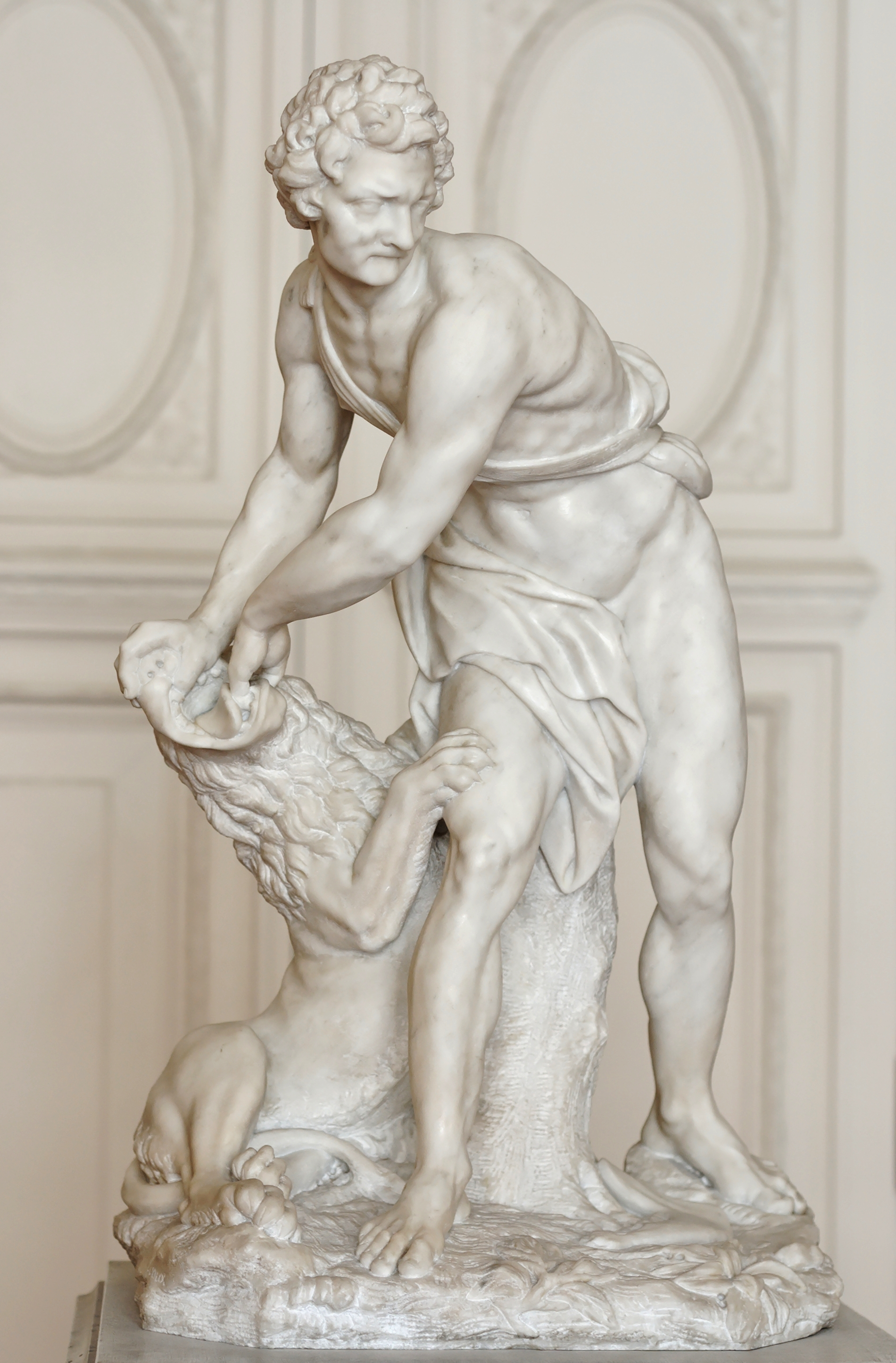
"Samson en de leeuw", marmeren sculptuur door Laurent Delvaux

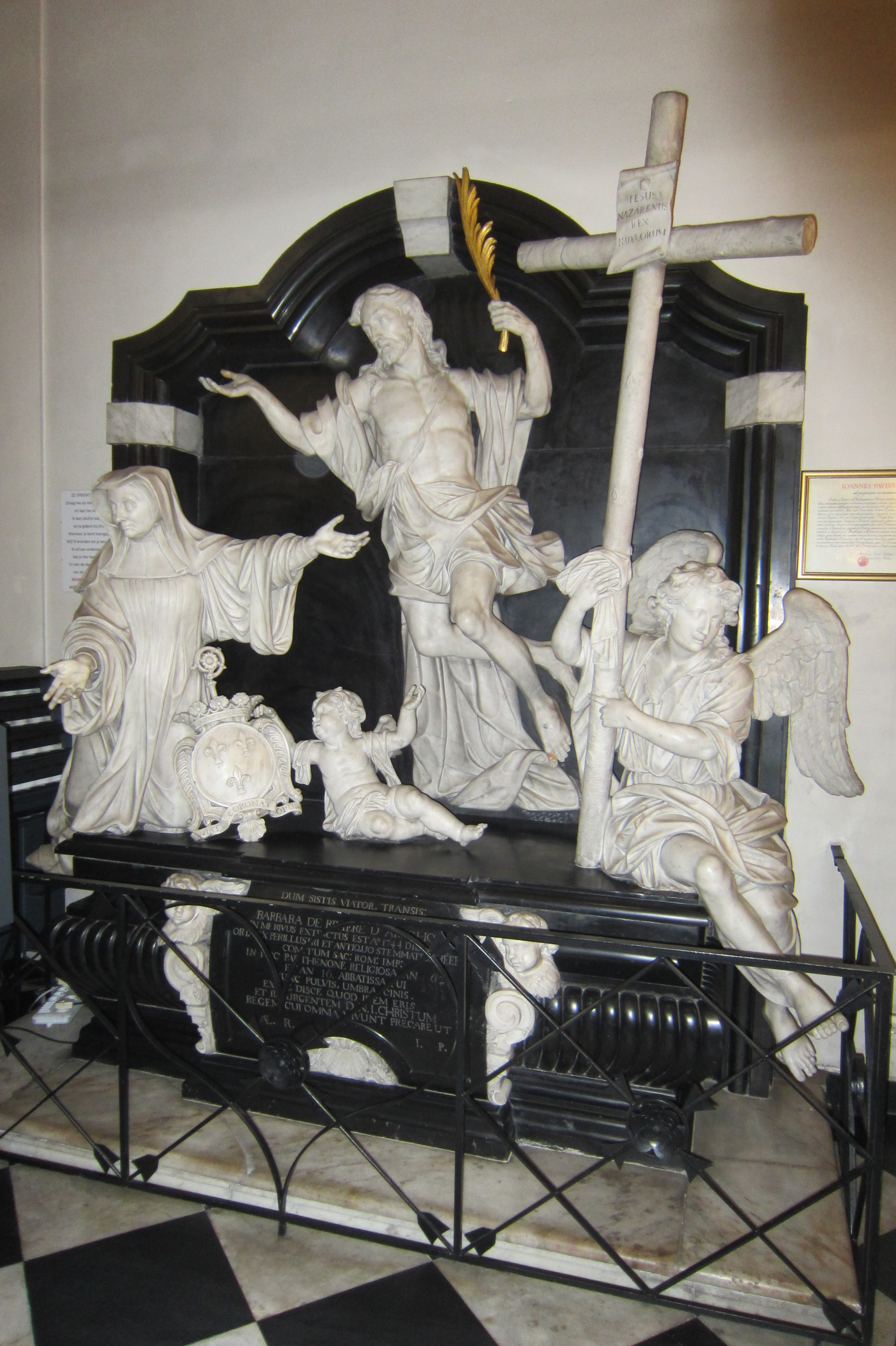
Praalgraf abdis de Rivière d'Arschot in de Virga Jessebasiliek te Hasselt

Delvaux was een leerling van de Antwerpse beeldhouwer Pierre-Denis Plumier (1688-1721). In 1719 vertrok hij samen met Plumier naar Londen, waar hij met Pieter Scheemakers in Plumiers atelier werkte. De eerste opdracht die Scheemakers en Delvaux uitvoerden was een sculptuur voor John Sheffield, 1st Duke of Buckingham and Normanby in Westminster Abbey (1721/22). Zij werkten vanaf 1723 samen vanuit hun atelier in Millbank (Westminster) tot 1728 aan graftombes voor Westminster Abbey, monumenten en tuinornamenten.
In 1728 reisden Scheemakers en Delvaux naar Rome om daar de klassieke beeldhouwkunst te bestuderen en zich te bekwamen in het werken met marmer. Scheemakers keerde in 1730 terug naar Engeland, maar Delvaux bleef tot 1732, waarna hij terugkeerde naar Nijvel. Delvaux werd gesteund door Karel van Lotharingen, een bekend kunstliefhebber die in die tijd verschillende jonge kunstenaars onder zijn bescherming had. Gilles-Lambert Godecharle was een leerling van Delvaux.

## Werken
Laurent Delvaux vervaardigde talrijke werken in opdracht van abdijen en verschillende Europese koninklijke hoven. Veel van zijn werk is bewaard gebleven en nog te bezichtigen, met name in abdijen, kerken en musea in België.

Delvaux beeldhouwde in 1744 het praalgraf van de abdis Barbara de Rivière d'Arschot voor de abdijkerk van Herkenrode voorstellende de verrijzenis van Christus. Het werk verwijst ook naar het Laatste Oordeel. Het is uitgevoerd in late barok of rococostijl. Dit werk werd na de Franse bezetting op het einde van het ancien régime verplaatst naar de O.L.Vrouwebasiliek van Hasselt. Het is een pendant van het 70 jaar vroeger vervaardigde praalgraf van abdis Anna Catharina de Lamboy voorstellende een bewening van Christus. In dit werk zit meer bewogenheid en pathos en het is minder gebonden door beherende lijnen (een denkbeeldige driehoek) dan een barok werk. Dit effect bereikt de beeldhouwer door het gestileerde handenspel en de grillige plooival van de kledij. De ruimte rond de beelden is eerder versplinterd dan gebonden. De uitwerking van de figuren neigt meer naar idealisering dan naar een realistische weergave.

## Galerij

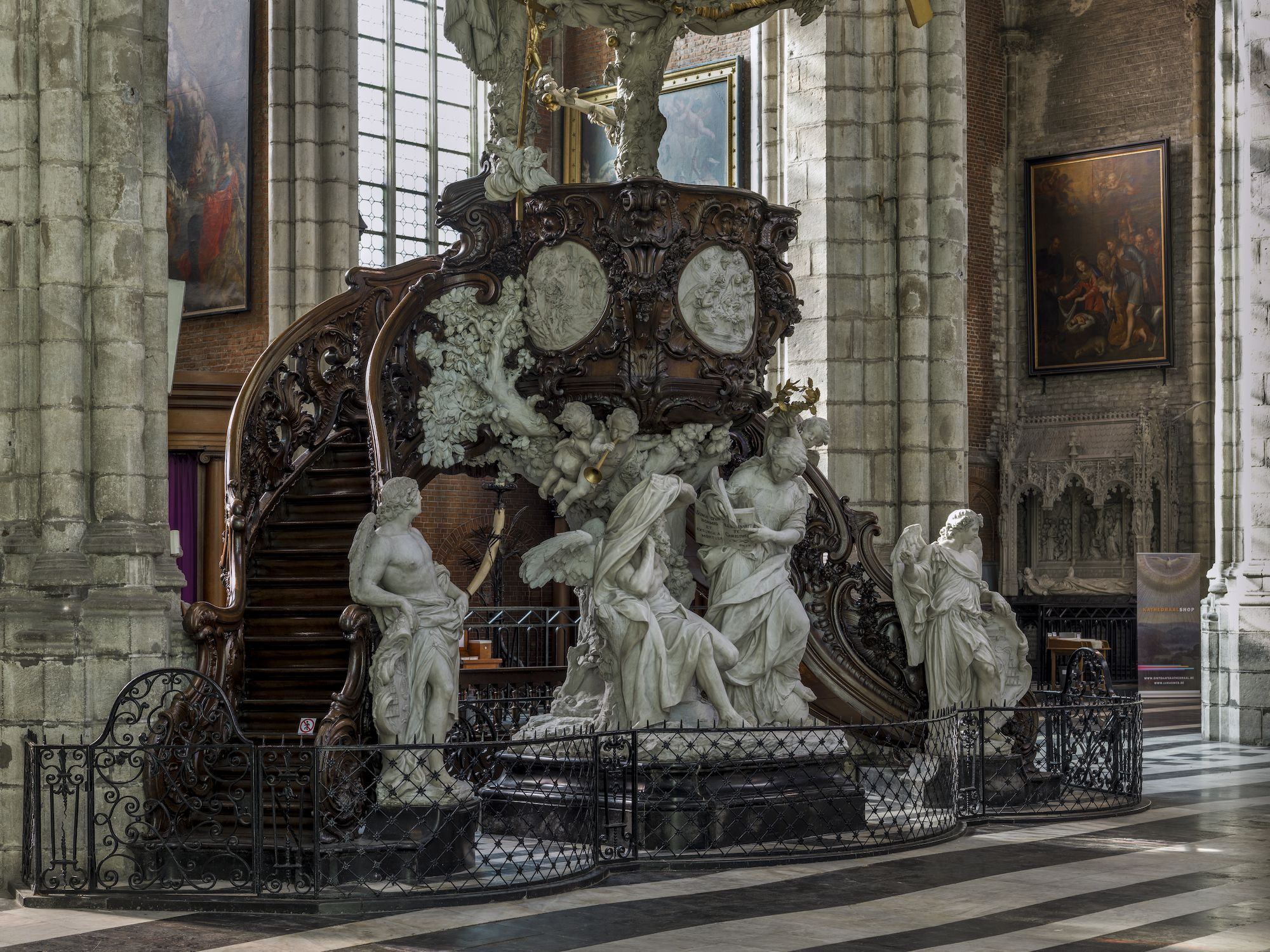
Preekstoel Sint-Baafskathedraal
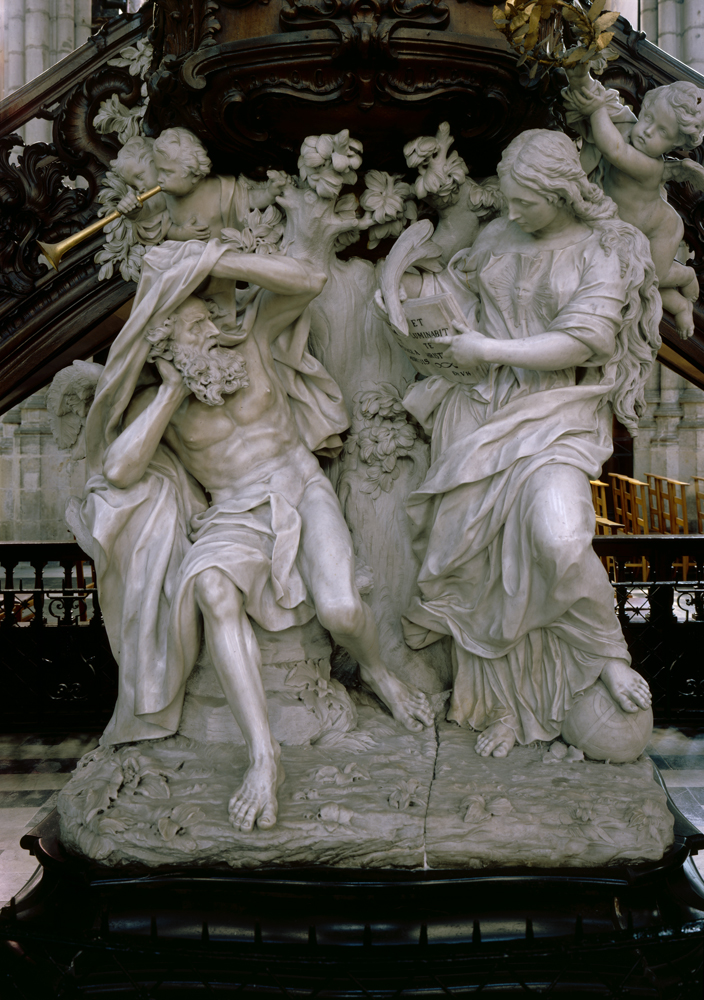
De Waarheid (detail preekstoel Sint-Baafskathedraal)
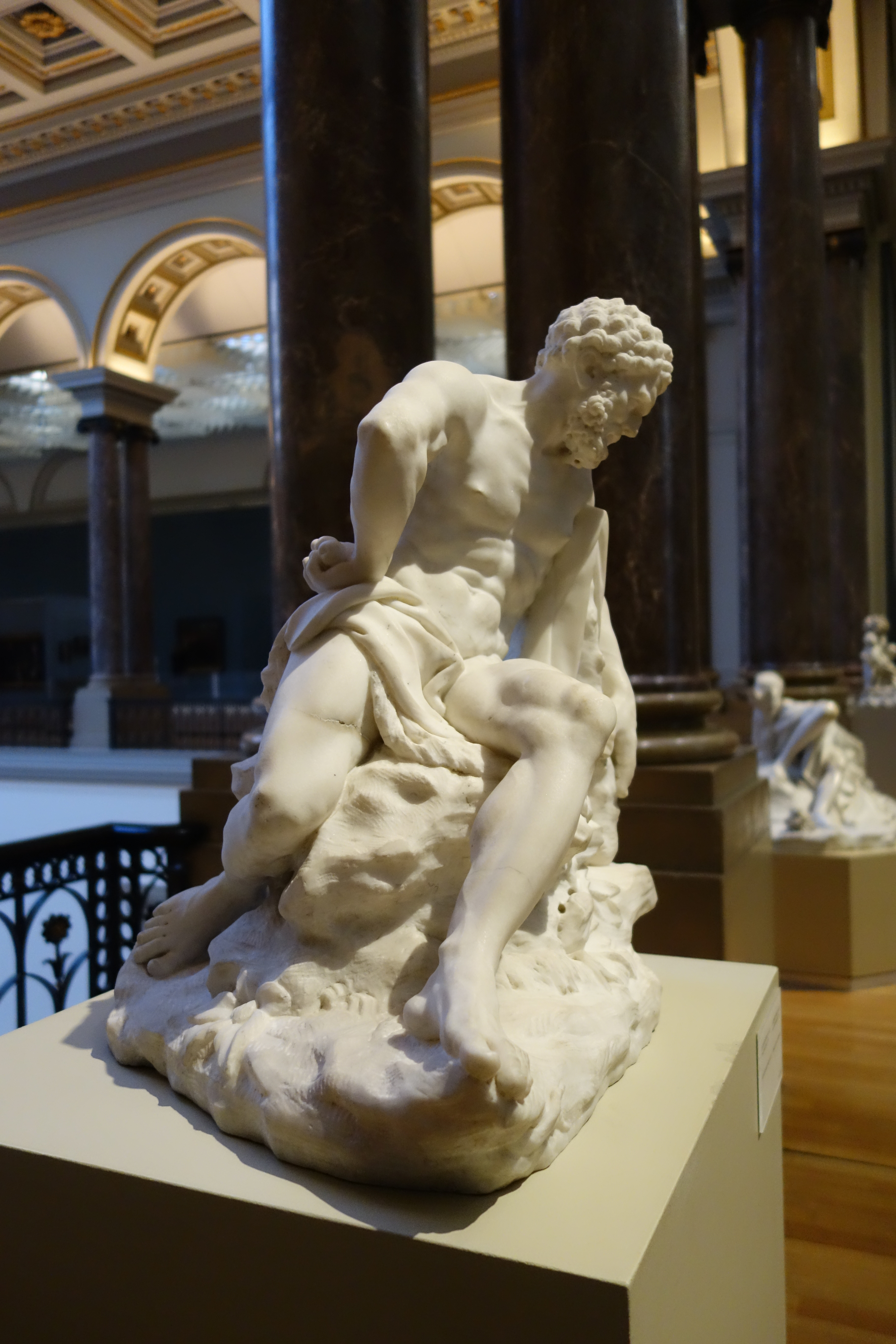
Rustende Herakles (KMSKB)
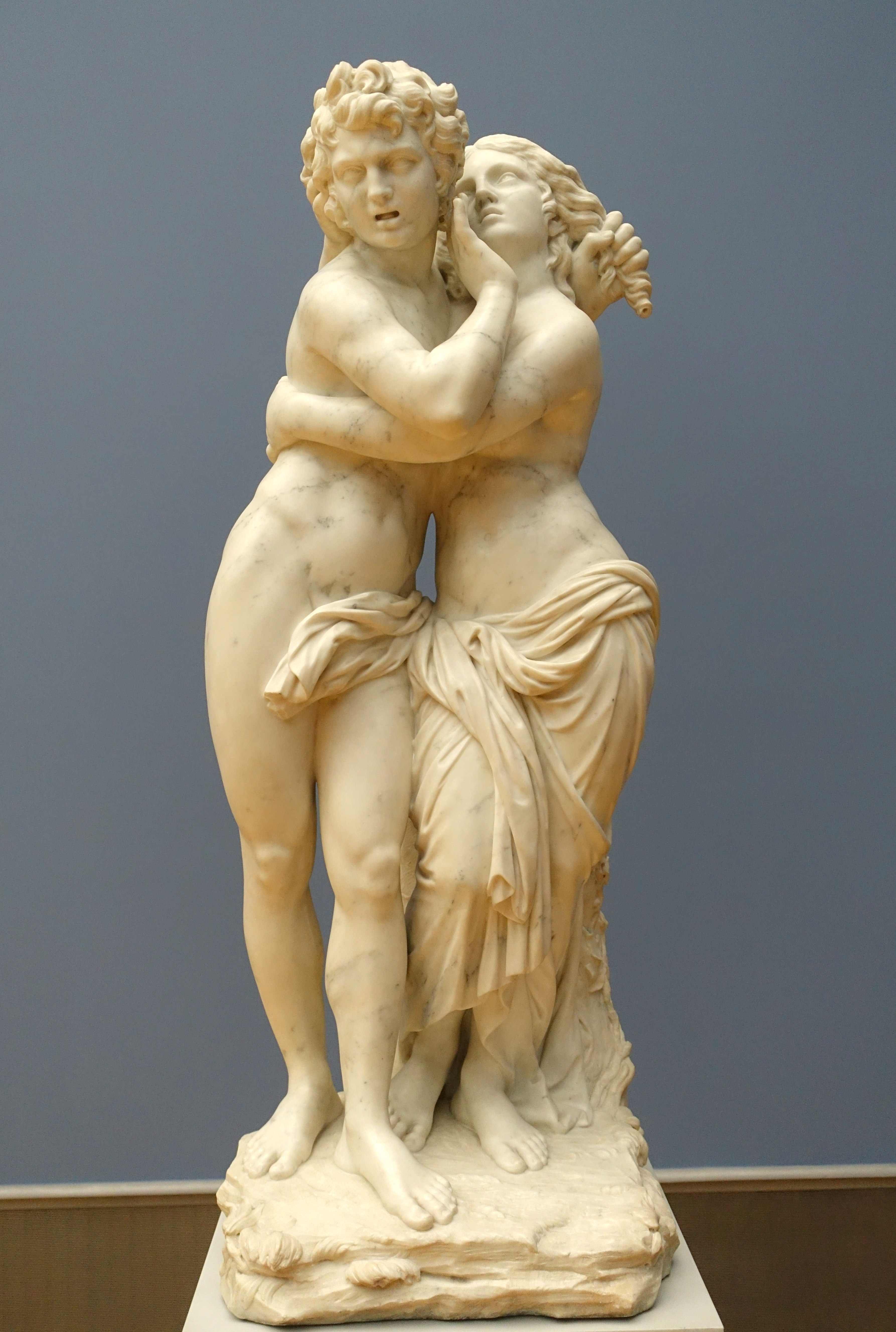
Byblis en Kaunos (Bode-Museum)
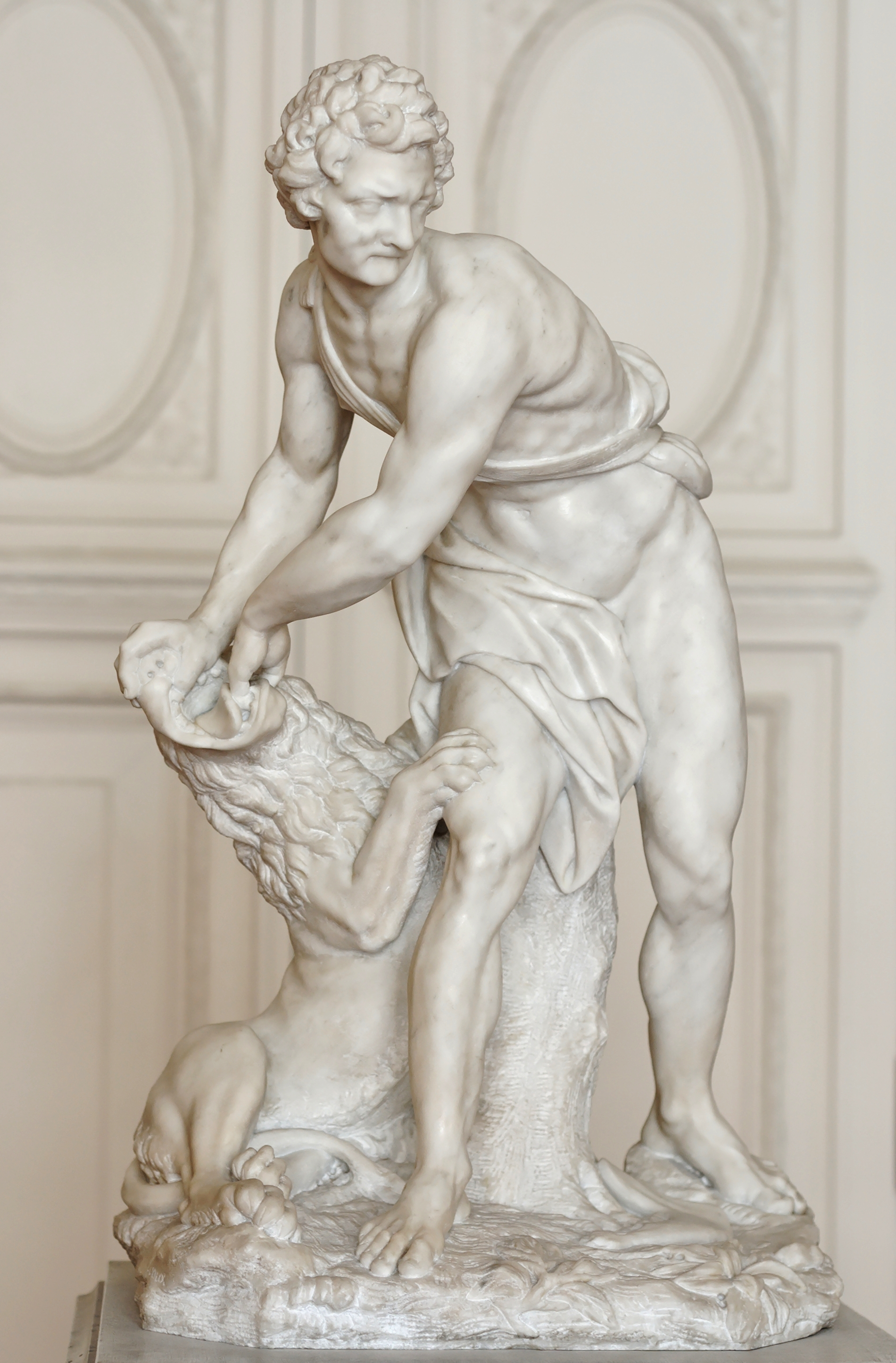
Samson (Louvre)
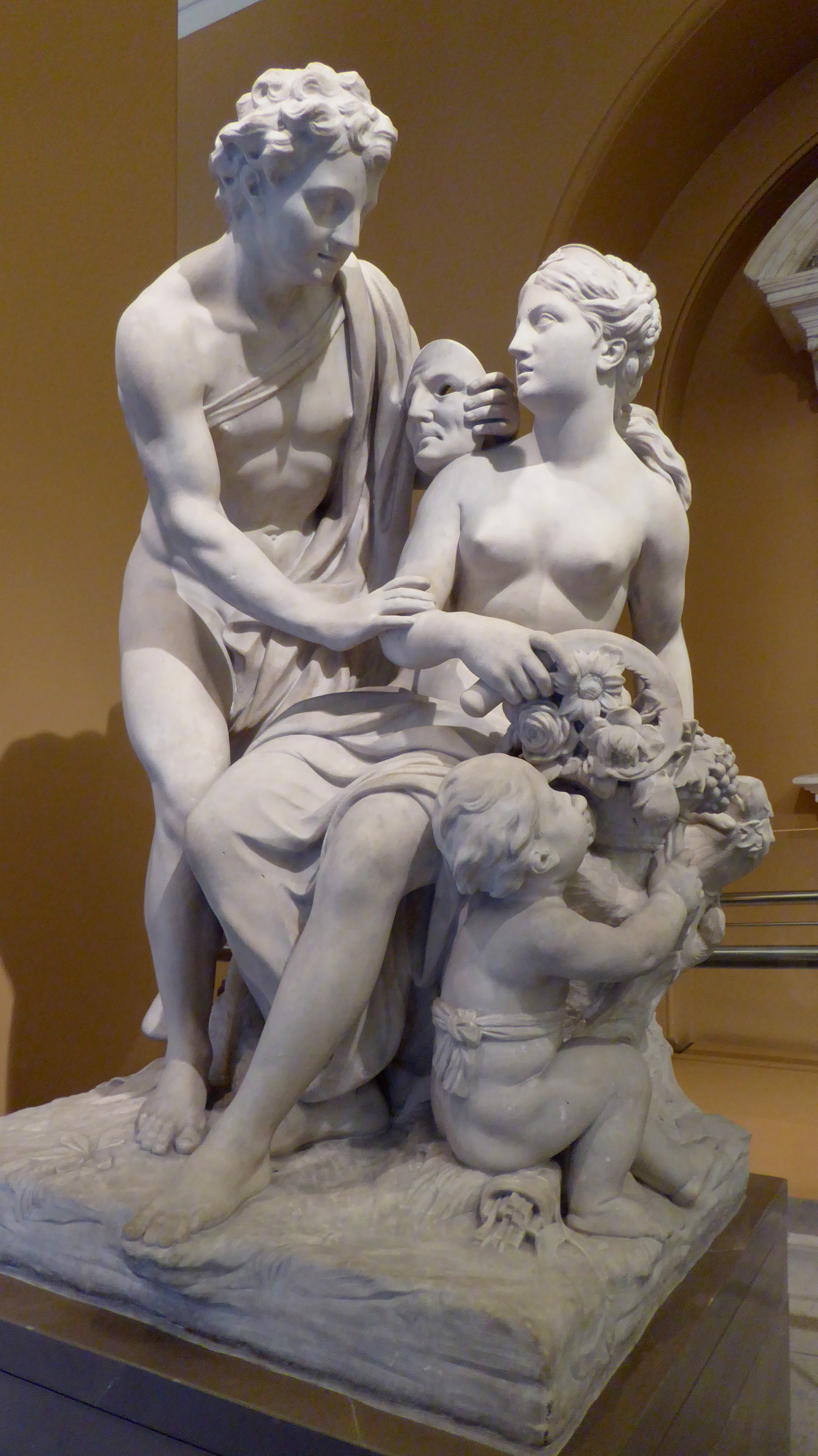
Vertumnus en Pomona (Victoria and Albert Museum)